# Dinodontosaurus
 Dinodontosaurus  ist eine Gattung der ausgestorbenen Dicynodontier, eine Gruppe von Synapsiden, die den Säugetieren stammesgeschichtlich nahestehen, aus der Trias von Südamerika. Fossilien der Gattung wurden bisher in Argentinien und Brasilien gefunden. Sie ist namengebend für die „Dinodontosaurus Assemblage Zone“ in der brasilianischen Santa-Maria-Formation.

## Merkmale

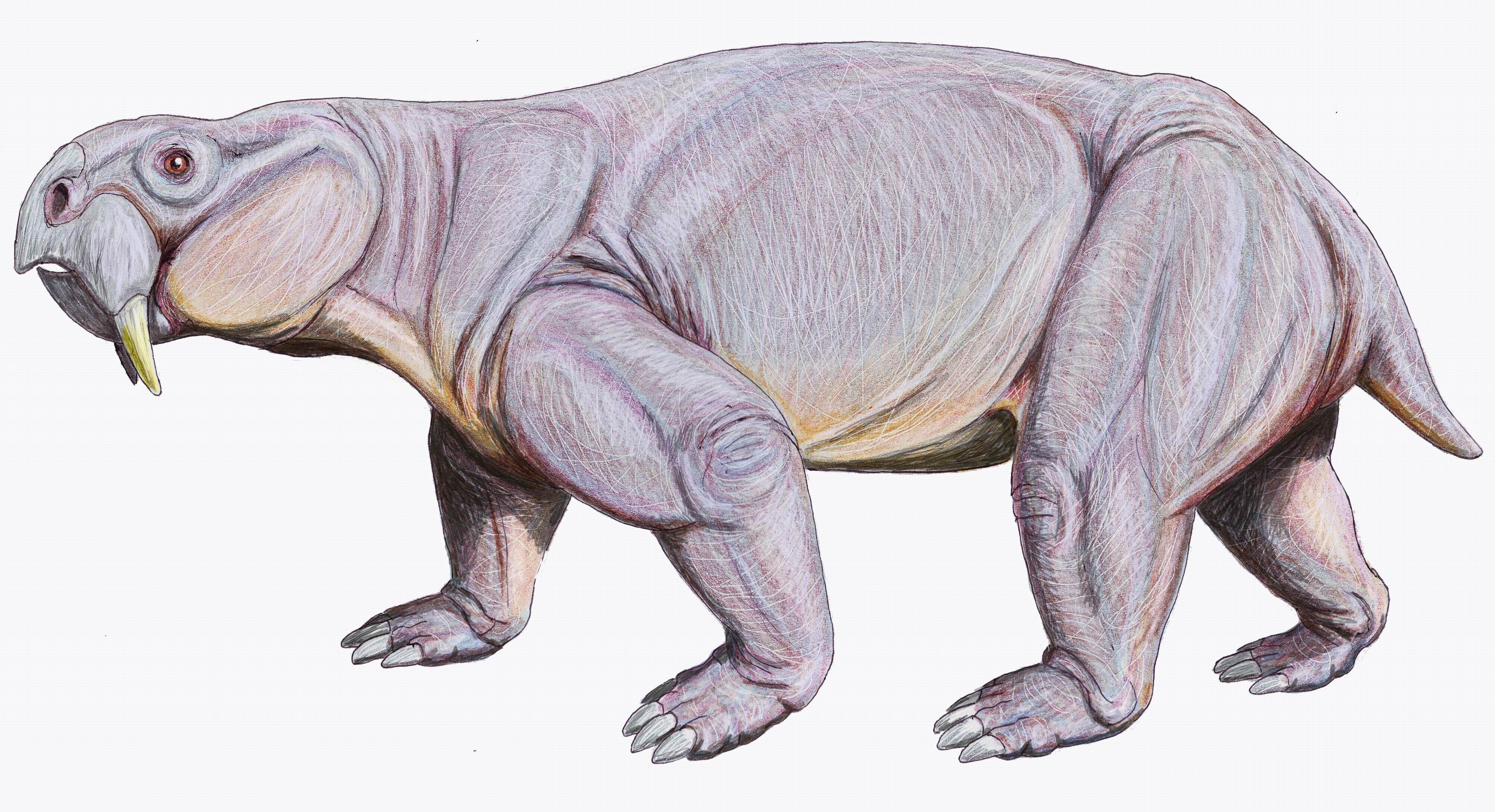
Künstlerische Lebendrekonstruktion

Dinodontosaurus erreichte etwa zweieinhalb Meter Länge und mehrere hundert Kilogramm Gewicht. Es besaß, vergleichbar einem Walross, zwei große nach unten weisende Zähne. Die Beine waren muskulös, der Kopf und der Schwanz waren, im Verhältnis zum Körper, relativ kurz.

## Systematik
Dinodontosaurus gehörte den Kannemeyeriidae, einer Familie der Dicynodontia (Zwei-Hundezähner), an. Die Gattung wurde erstmals 1943 von Alfred Romer beschrieben. Insgesamt wurden vier verschiedene Arten beschrieben:
- Dinodontosaurus brevirostris
- Dinodontosaurus oliveirai (Typusart)
- Dinodontosaurus platiceps
- Dinodontosaurus platygnathus